# Сын (фильм, 1960)
«Сын» (яп. ぼんち, Бонти; англ. Son) — фильм-драма, поставленный режиссёром Коном Итикавой, и вышедший на экраны в 1960 году. Кинолента является экранизацией одноимённого романа Тоёко Ямасаки. 

## Сюжет
В 1926 году Кикудзи был настоящим «Бонти», сыном крупной купеческой семьи в осакском районе Сэмба. Домом управляет строгая бабушка, которая вместе со своей дочерью Сэй хочет, чтобы молодой Кикудзи удачно женился. Чего они особенно хотят, так это чтобы он стал отцом девочки, чтобы они могли принять в свою семью мужчину, такого же трудолюбивого, как отец Кикудзи, и таким образом сохранить власть среди женщин. Они останавливаются на Хироко, девушке из скромной семьи и вскоре она занимает место подле Кикудзи. С нетерпением ждут рождения ребенка. Но рождается мальчик, и, разгневанная, бабушка отправляет девушку обратно к себе домой. Теперь, более или менее свободный, Кикудзи начинает вести вольный образ жизни, переходя из одного дома гейш в другой. На вечеринке они встречают хозяйку ресторана по имени Офуку, к которой бабушка испытывает большую симпатию и хочет, чтобы она стала любовницей её внука. Но у Кикудзи есть другие идеи, потому что он встретил очень молодую гейшу по имени Понта, которая испытывает сильную страсть к драгоценностям, но и у неё на свет появляется мальчик. Вскоре после этого Кикудзи начинает содержать ещё одну девушку по имени Икуко, а затем и ещё одну, официантку Хисако.
Икуко рожает третьего мальчика от Кикудзи и умирает. Бабушка теперь настаивает, чтобы Офуку была следующей, причина в том, что «у неё кожа женщин, которые рожают только девочек», но Офуку говорит, что у неё не может быть детей.
Вскоре после этого Япония вступает в Тихоокеанскую войну, и в феврале 1945 года район Сэмба был полностью разрушен. Однако женщины возвращаются, а бабушка, полностью потерявшаяся в новом мире, совершает самоубийство.
Поскольку все его бывшие любовницы мертвы, насколько он знает, он установил их мемориальные доски в семейном святилище.
Если бы Кикудзи не родился в таком старомодном доме, он стал бы величайшим «Бонти», которого когда-либо видела Осака.

## В ролях
- Райдзо Итикава — Кикудзи
- Тамао Накамура — Хироко
- Мицуко Кусабуэ — Икако
- Матико Кё — Офуку
- Аяко Вакао — Понта
- Фубуки Косидзи — Хисако
- Кикуэ Мори — Кино
- Исудзу Ямада — Сэй
- Эйдзи Фунакоси — Кихэй
- Сигэнори Хаяси — Таро, сын Понты
- Маюми Курата — Одзи
- Таниэ Китабаяси — Маки Утида
- Мантаро Усио — Итидзо Такано
- Итиро Сугаи — хозяин фабрики Доай
- Гандзиро Накамура — Харуданго
- Икуко Мори — гейша
- Дзюн Хамамура — офицер военной полиции
- Сабуро Датэ — Хидэскэ

## Премьеры
- — 14 апреля 1960 года состоялась национальная премьера фильма в Токио[1].
- — впервые демонстрировался на экранах США в апреле 1981 года[1].

## Награды и номинации
Премия «Голубая лента»
- 11-я церемония награждения (1961)

- Премия лучшей актрисе второго плана 1960 года — Тамао Накамура (ex aequo — «Перевал Великого Будды»).

Премия журнала «Кинэма Дзюмпо» (1961)
- Номинация на премию за лучший фильм 1960 года, однако по результатам голосования кинолента заняла лишь 16 место.